# The Facts of Life
The Facts of Life (Los hechos de la vida, en Hispanoamérica, en España no fue estrenada) es una serie de televisión estadounidense creada por Dick Clair y Jenna McMahon, spin-off de Diff'rent Strokes. Estuvo en antena durante nueve años, desde 1979 hasta 1988.

## Argumento
Cuatro adolescentes, Tootie, Blair, Natalie y Joana, viven en los dormitorios de su escuela, la Eastland Academy. Allí conviven con la señora Garret, el ama de llaves, quien las cuida y las aconseja. 

### Personajes
- Edna Garret: Es el ama de llaves del lugar. Da consejos y es como una madre para las chicas quienes enfrentan problemas tan comunes de la adolescencia. Tiene dos hijos. Uno de ellos es un vago que se creía músico, pero después se entera de que en realidad es carpintero. Este personaje se fue en 1986.
- Blair Warner: Es una chica atractiva y alegre. Siempre tiene pretendientes y es muy femenina. A veces es presumida y casi siempre discute con Jo. Ha tenido muchos padrastros y tiene una gran riqueza.
- Dorothy "Tootie" Ramsey: Es una chica afrodescendiente, la más sencilla e inocente del grupo. Siempre pone un alto si hay una discusión entre Jo y Blair. En un capítulo estuvo a punto de separarse de sus amigas porque le habían hecho creer que una negra no debía vivir entre blancas.
- Natalie Green: Es una chica extrovertida y la más habladora del grupo. Quizás no tiene relaciones amorosas por su sobrepeso, pero si ha tenido amoríos con algunos chicos que nunca aparecen en la serie.
- Joanna Marie "Jo" Polniaczek: Tiene un carácter muy fuerte ya que fue criada en el Bronx. Suele ser dura y en ocasiones amenaza a sus amigas con el puño. A pesar de ello, en la serie se muestra que tuvo varios romances. Los creadores de este personaje la hicieron así porque quisieron remarcar lo duro que es crecer en un barrio tan temible como el Bronx y lo dura que puede ser una chica que haya crecido en un sitio así. Jo tiene cualidades que la hacen muy simpática: es honesta, sincera, honrada, sencilla y buena amiga. Tiene aptitudes de líder y sus amigas la respetan y la quieren. Es el polo opuesto con Blair que es la millonaria consentida. No obstante, poco a poco se forma una amistad muy fuerte entre ellas y esa amistad prevalece entre todos los problemas que llegan a tener.

## Reparto
- Charlotte Rae como Edna Ann Garrett.[3]
- Lisa Whelchel como Blair Warner.[4]
- Kim Fields como Dorothy 'Tootie' Ramsey.
- Mindy Cohn como Natalie Letisha Sage Green.
- Molly Ringwald como Molly Parker.[5]
- Nancy McKeon como Joanna 'Jo' Marie Polniaczek Bonner.
- Julie Piekarski como Sue Ann Weaver.
- Julie Anne Haddock como Cindy Webster.[6]

## Películas
- The Facts of Life Goes to Paris - Estrenada el 25 de septiembre de 1982, las chicas y la señora Garrett se van a Francia.
- The Facts of Life Down Under - Estrenada el 15 de febrero de 1987, en esta ocasión el grupo entero se va a Australia.
- The Facts of Life Reunion - Estrenada el 18 de noviembre de 2001, en esta ocasión el grupo se reencuentra para el día de Acción de Gracias.

## Premios
- Nominación al premio Emmy a la mejor actriz (1982) - Charlotte Rae
- Nominación al premio Emmy a la mejor dirección técnica/trabajo de cámara electrónica/control de vídeo para una serie (1986) - por el episodio "Come Back to the Truck Stop, Natalie Green, Natalie Green".
- Nominación al premio Emmy por logros destacados en peluquería para una serie (1987) - por el episodio "62 Pickup".
- Premio TV Land al ícono de la cultura pop en 2011